# Nervno-mišićna veza
Nervno-mišićna veza (ili mionervna veza / neuromišićna veza / neuromišićni spoj) je hemijska sinapsa koja se formira u kontaktu između motornog neurona i mišićnih vlakana. To je neuromišićna spojnica koja motornom neuronu omogućava prenos signala do mišićnih vlakana, uzrokujući mišićnu kontrakciju.

## Pregled
Za normalnu funkciju, mišićima je potreban odgovarajući signal, čak i za samo održavanje tonusa mišića, izbjegavajući atrofiju. Sinapsne transmisije na neuromišićnoj vezi počinju kada akcioni potencijal dostigne presinapsni terminal motornog neurona, čije aktiviranje napona zavisi od kalcijumovog kanala kako bi se jonima kalcijuma omogućio ulazak u neuron. Kalcijumovi joni se vezuju za proteine senzora (sinaptotagmin) na sinaptičkim vezikulama, što je izaziva da se one spoje sa ćelijskom membranom i naknadno oslobađaju neurotransmitere iz motornog neurona u sinapsnu pukotinu. Kod kičmenjaka, motorni neuroni otpuštaju acetilholin (ACh), malo-molekulski neurotransmiter, koji se raspršuje preko sinapsne pukotina i vezuje za nikotinski acetilholski receptor (nAChRs) na ćelijskoj membrani mišićnih vlakana, poznatoj kao sarkolema. Jonotropni receptori su nAChRs, što znači da služe kao ligand-kontrolisani jonski kanali. Vezivanje ACH za receptor može depolarizirati mišićna vlakna, uzrokujući kaskadu koja na kraju rezultira u mišićnoj kontrakciji.
Bolesti neuromišićnih veza mogu biti genetičkog i autoimunog porijekla. Genetički poremećaja, kao što je Duchenne mišićna distrofija, mogu nastati zbog prisustva mutiranih strukturnih proteina koji čine neuromišićne veze, a autoimunske bolesti, kao što je ‘’miastenija gravis’’, nastaju kada se proizvode antitela protiv nikotinskih receptora acetilkolina na sarkolemi.

## Struktura i funkcija
Neuromišićna veza ili spojnica se razlikuje od hemijskih sinapsi između neurona. Presinaptički motorni akson se završava na 30 nanometara od sarkoleme, ćelijske membrane mišićne ćelije. Ovaj 30-nanometarski prostor čini sinapsnu pukotinu kroz koju se oslobađaju signalne molekule. Sarkolema ima ulegnuće (invaginaciju) pod nazivom postsinapsni nabor, koji povećava površinu membrane izložene sinaptičke pukotina. Ovi nabori čine ono što se naziva motorna (krajnja) ploča, koji poseduju receptore nikotinskog acetilholina (nAChRs), gustoće od 10.000 receptora / mikrometar2 (u skeletnim mišićima).
Presinapsni akson ima ispupčenja zvana terminalna dugmad (ili presinapsni terminal) koji se projektuju u postveznim naborima sarkoleme. Presinapsni terminali imaju aktivne zone koje sadrže vezikule, kvanti, pune molekula acetilkolina. Ove vezikule mogu biti presinapsni osigurač membrane i ispuštati molekule ACh u sinapsnu pukotinu putem egzocitoze nakon depolarizacije. AChRs su lokalizovane na suprotnoj strani presinaptičkih terminala proteinske skele na postveznim naborima sarkoleme. Distrofin, strukturni protein, povezuje sarkomeru, sarkolemu i komponente vanćelijskog matriksa. Rapsin je još jedan protein koji prihvata AChRs i strukturne proteine u citoskeletu. Takođe je prisutan receptor tirozinske kinaze, proteina MuSK, signalni protein uključen u razvoj neuromišićnog spoja, koja se takođe održava u mestu pri rapsinu.

### Mehanizam delovanja
Neuromišićne veze su onde gde neuron aktivira kontrakciju mišića. Po dolasku na akcioni potencijal u presinapsnom neuronskom terminalu, od napona zavisni kalcijumovi kanali se otvaraju i Ca2+ joni iz vanćelijske tečnosti i protiču u presinapsni neuron u citosolu. Ovaj priliv jona Ca2+ uzrokuje da sinapsne vezikule koje sadrže neurotransmiter omoguće da i osigurač dopusti prolaz kroz ćelijsku membranu presinapsnog neurona putem SNARE proteina. Fuzija mehurastih membrana rezultatira u pražnjenju presinapsne ćelijske membrane, odnosno sadržaja vezikule (sa acetilholinom) u sinapsnu pukotinu, u procesu poznatom kao egzocitoza. Acetilholin difundira u sinapsnu pukotinu i može se, na motornoj ploči, vezati za receptore nikotinskog acetilholina.

### Receptori acetilholina i neuromišićna veza
Acetilholin je neurotransmiter koji se sintetiše iz hrane, odnosno holina i acetil-CoA (ACoA), a učestvuje u stimulaciji mišićnog tkiva kod kičmenjaka, kao i u nekih beskičmenjaka. Kod kičmenjaka, podtip receptora acetilholina koji se nalazi na neuromišićnoj vezi skeletnih mišića je receptor nikotinskog acetilkolina (nAChR), koji je ligandom kontrolisani jonski kanal. Svaka podjedinica ovog receptora ima karakterističnu "Cis-petlju", koja se sastoji od cisteinskog ostatka u nizu od 13 aminokiselinskih i drugih cisteinskih ostataka. Dva cisteinska ostataka formiraju disulfidnu vezu, što rezultira u receptoru "Cis-petlje" koji ima sposobnost vezivanja acetilkolina i drugih liganada. Receptori Cis-petlje se mogu naći samo kod eukariota, mada prokariote poseduju ACh receptore sa sličnim svojstvima.
AChRs na skeletnim neuromišićnim vezama heteromernog oblika sastoje se od dve α, jedne β, jedne ɛ i jedne δ podjedinice. Kada se jedan ACh ligand veže za jednu od α podjedinica ACH receptora, to izaziva konformacione promene na granici s drugom ACHR α podjedinicama. Ova konformaciona promena dovodi do povećanja afiniteta druge α podjedinice za drugi ACh ligand. AChR receptori stoga ispoljavaju sigmoidnu krivu disocijacije usled združenog vezivanja. Prisustvo neaktivne, intermedijarne strukture receptora sa jednostruko vezanim ligandom drži ACh u sinapsi koji bi inače mogao biti izgubljen hidrolizom posredstvo holinesteraze ili difuzije. Zadržavanje ovih ACh liganda u sinapsi može da izazove produženi post-sinapsni odgovor.
Ne deluju sve neuromišićne veze na bazi acetilholina; činjenica je da rakovi imaju glutamatne neuromišićne veze.

## Razvoj neuromišićnih veza
Razvoj neuromišićne veze zahteva signalizaciju iz terminala motornog neurona i iz centralne regije mišićne ćelije. Tokom razvoja, mišićne ćelije proizvode receptore acetilholina (AChRs) i ispoljavaju ih u centralnim regijama u procesu koji se zove preobrazba. Smatra se da agrin, heparinski proteoglikan, i MuSK kinaza pomažu u stabilizaciji akumulacije ACHR u centralnim delovima miocita. MuSK je receptorska tirozinska kinaza – što znači da pokreće ćelijsku signalizaciju vezivanjem molekula fosfata. Nakon aktivacije svojom ligandom agrinom, MuSK prenosi signal pomoću dva proteina pod nazivom "Dok-7" i "rapsin". Oni izazivaju grupisanje receptora acetilholina.
Oslobađanjem ACh u razvoju motornih neurona dolazi do formiranja postsinapsnog potencijal u mišićnim ćelijama koje pozitivno ojačavaju lokalizaciju i stabilizaciju razvoja neuromišićne veze.
Ovi nalazi su delom demonstrirani na miševima, putem "transgenetičkih nokaut" istraživanja. Miševi koji su deficitarni za bilo AGRIN i MuSk, ne formiraju neuromišićne veze. Nadalje, miševi s Dok-7 manjkom nisu imali ni klastere acetilholinskih receptora ili neuromišićne sinapse.

## Literatura
- Kandel, ER; Schwartz, JH; Jessell TM. (2000). Principles of Neural Science (4th изд.). New York: McGraw-Hill. ISBN 978-0-8385-7701-1.
- Nicholls, J.G.; A.R. Martin; B.G. Wallace; P.A. Fuchs (2001). From Neuron to Brain (4th изд.). Sunderland, MA.: Sinauer Associates. ISBN 978-0-87893-439-3.
- Engel, A.G. (2004). Myology (3rd изд.). New York: McGraw Hill Professional. ISBN 978-0-07-137180-3.